# Ебергард Гопф
Ебергард Фредерік Фердинанд Гопф (англ. Eberhard Frederich Ferdinand Hopf; 17 квітня 1902, Зальцбург — 24 липня 1983, Блумінгтон) — математик та астроном, один із засновників ергодичної теорії та піонер теорії біфуркацій. Був професором Лейпцизького і Мюнхенського університетів. З 1948 року працював у США.
Праці Гопфа відносяться до теорій диференціальних рівнянь з частковими похідними, інтегральних рівнянь, де одне із рівнянь назване [[Рівняння Вінера 
— Гопфа|рівнянням Вінера — Гопфа]], топології, варіаційних розрахунків та інших розділів математики. Гопфу також належить монографія «Ергодична теорія», що присвячена спектральній теорії динамічних систем. Дослідження відбувались також в області астрофізики.

## Біографія
Навчався Гопф у Німеччині, де у 1926 році отримав ступінь доктора фізико-математичних наук. У 1929 році захистив докторську дисертацію з математичної астрономії в університеті Берліна. В 1930 році отримав стипендію Фонду Рокфеллера для вивчення класичної механіки разом із Джорджем Біркгофом у Гарварді в Сполучених Штатах Америки.
До Кембриджа він приїхав у жовтні 1930, проте офіційно працював не на математичному факультеті Гарвардського університету, а в Гарвардській обсерваторії, де продовжував займатись вивченням математичних та астрономічних тем, зокрема топологією та ергодичною теорією. Вивчав теорію вимірювання та інваріантні інтеграли в ергодичній теорії. Важливим внеском Гопфа у цей період стало рівняння Вінера — Гопфа, розроблене разом із Норбертом Вінером, яке описувало радіаційну рівновагу зірок. Рівняння ще й досі використовується в електротехніці та геофізиці.
14 грудня 1931 року, завдяки Вінеру, Гопф став доцентом кафедри математики Массачусетського технологічного інституту, де працював до 1936 року. Цього ж року отримав запрошення від університету у Лейпцигу на посаду професора. У результаті цього разом із дружиною повернувся до Німеччини.
У 1940 році був запрошений на міжнародний конгрес математиків як доповідач, проте цей з'їзд було скасовано у зв'язку із початком Другої світової війни. Важливою подією стало опублікування книги «Ергодична теорія» у 1941 році, у якій Гопф провів детальний аналіз цього наукового напряму. В 1944 Гопф був призначений професором Мюнхенського університету, де пропрацював до 1947. Згодом повернувся до США, де у 1949 році отримав громадянство. У цьому ж році став професором Університету Індіани і займав цю посаду аж до виходу на пенсію в 1972.
Гопфу не пробачили переїзду до нацистської Німеччини у 1936 році, тому більша частина його робіт приписувалась іншим авторам чи просто ігнорувалась. Прикладом цього стало замовчування авторства Гопфа у дискретному варіанті рівняння Вінера — Гопфа, яке на даний час називається «фільтром Вінера».
Помер 24 липня 1983 року у Блумінгтоні, Індіана у віці 81 року.